# Gyrobus

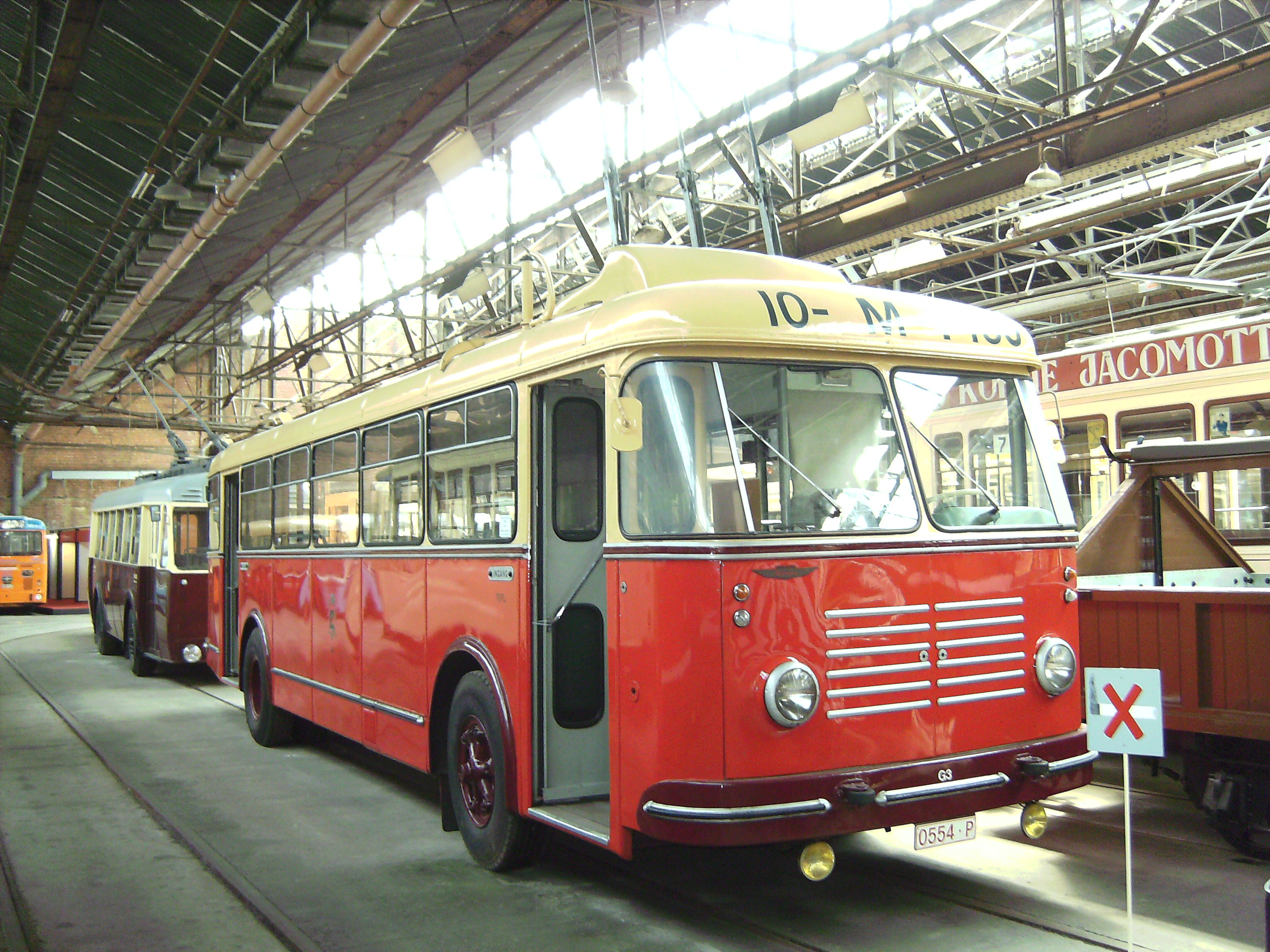
Ein Gyrobus von 1955, das einzige erhaltene Fahrzeug seiner Art

Ein Gyrobus ist ein Omnibus mit Elektroantrieb, dessen Energie ausschließlich aus einer Schwungradspeicherung in einem mitgeführten Schwungrad stammt. Der Wortteil Gyro stammt von griechisch γύρος ‚Kreisel‘, ‚Runde‘. Bereits in den 1950er Jahren wurden in der Schweiz erste Gyrobusse von der Maschinenfabrik Oerlikon (MFO) gebaut und bis 1960 betrieben. In den 1990er Jahren wurden Gyrobusse von MAN in München und Bremen eingesetzt.

## Prinzip
Vor Betriebsbeginn im Depot, an bestimmten Zwischenhaltestellen und vor allem während des längeren Aufenthalts an den Endstationen einer Linie wird mittels eines dreiarmigen Stromabnehmers eine Verbindung mit dem Stromnetz hergestellt. Dabei wird dem Fahrzeug Dreiphasenwechselstrom mit einer Spannung von 500 Volt zugeführt, mit dessen Hilfe das Schwungrad beschleunigt wird. Auch die Bremsenergie kann wie bei Batteriebussen oder Hybridbussen zurückgewonnen und auf das Schwungrad übertragen werden. Ein besetzter Gyrobus konnte mit einem Ladevorgang, der bis zu fünf Minuten dauerte, sechs bis acht Kilometer zurücklegen. In der Regel wurde jedoch alle vier Kilometer eine Ladestation eingerichtet.

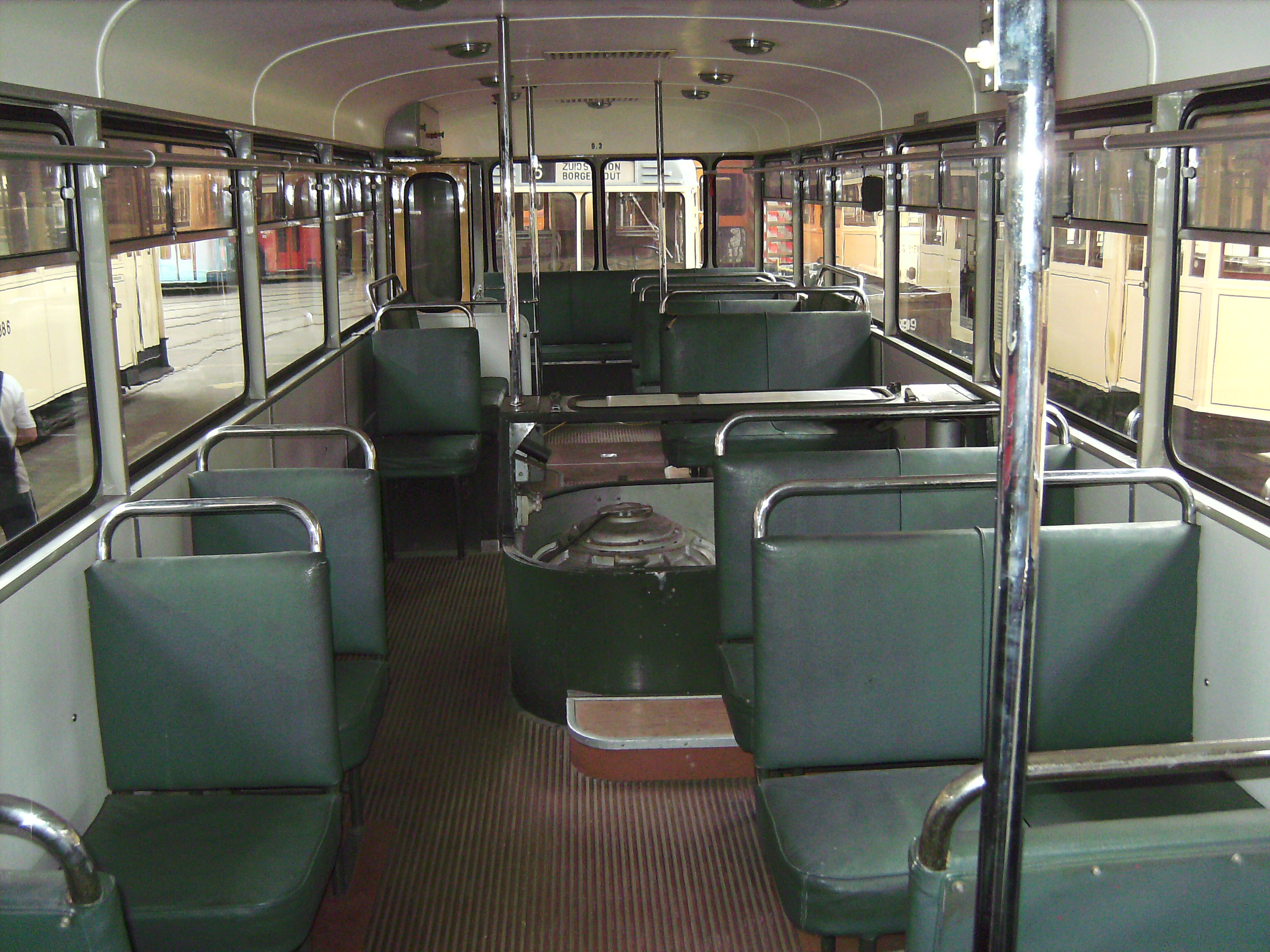
Die Inneneinrichtung, in der Mitte das Schwungrad
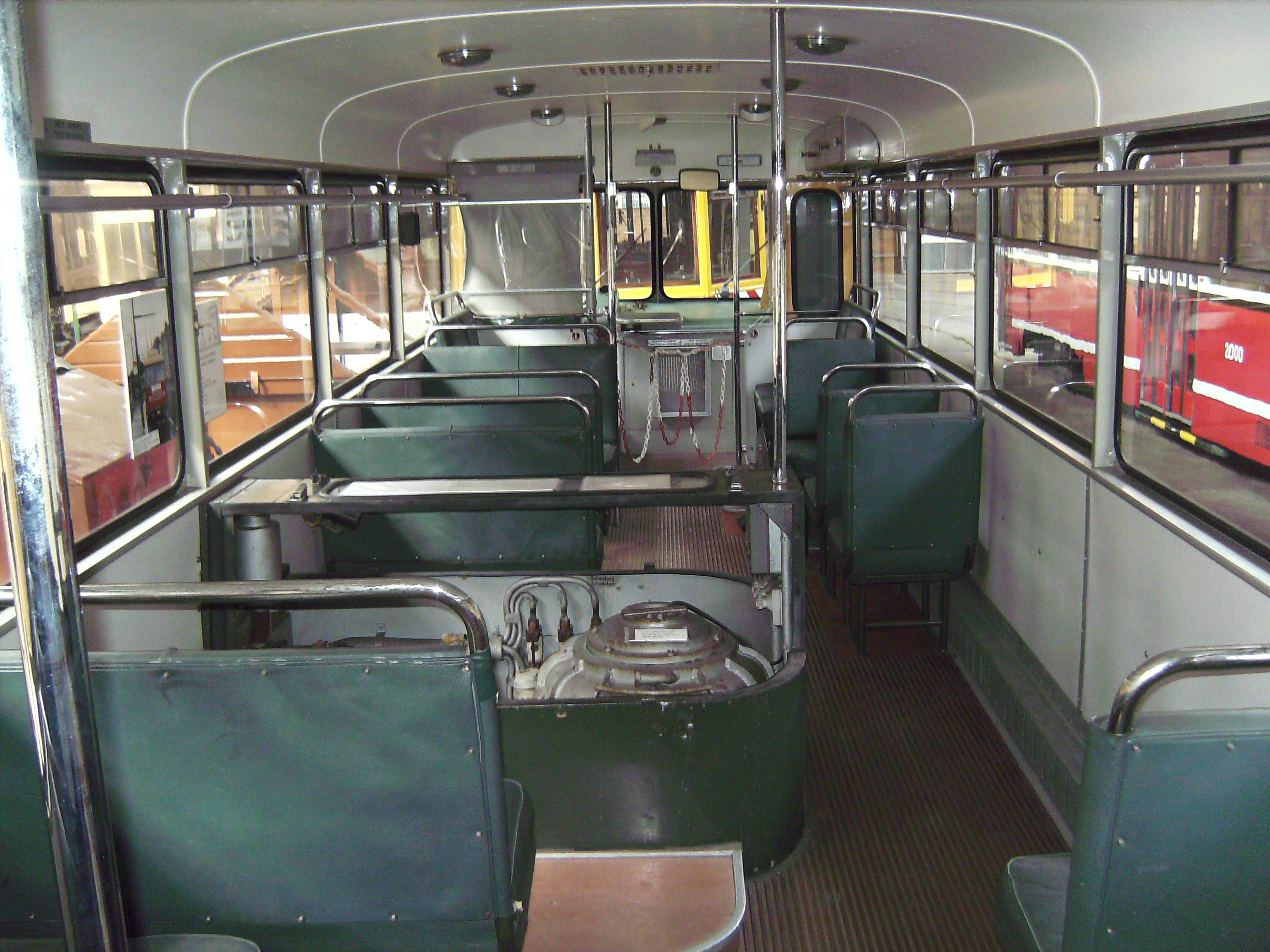
Das Schwungrad im Detail
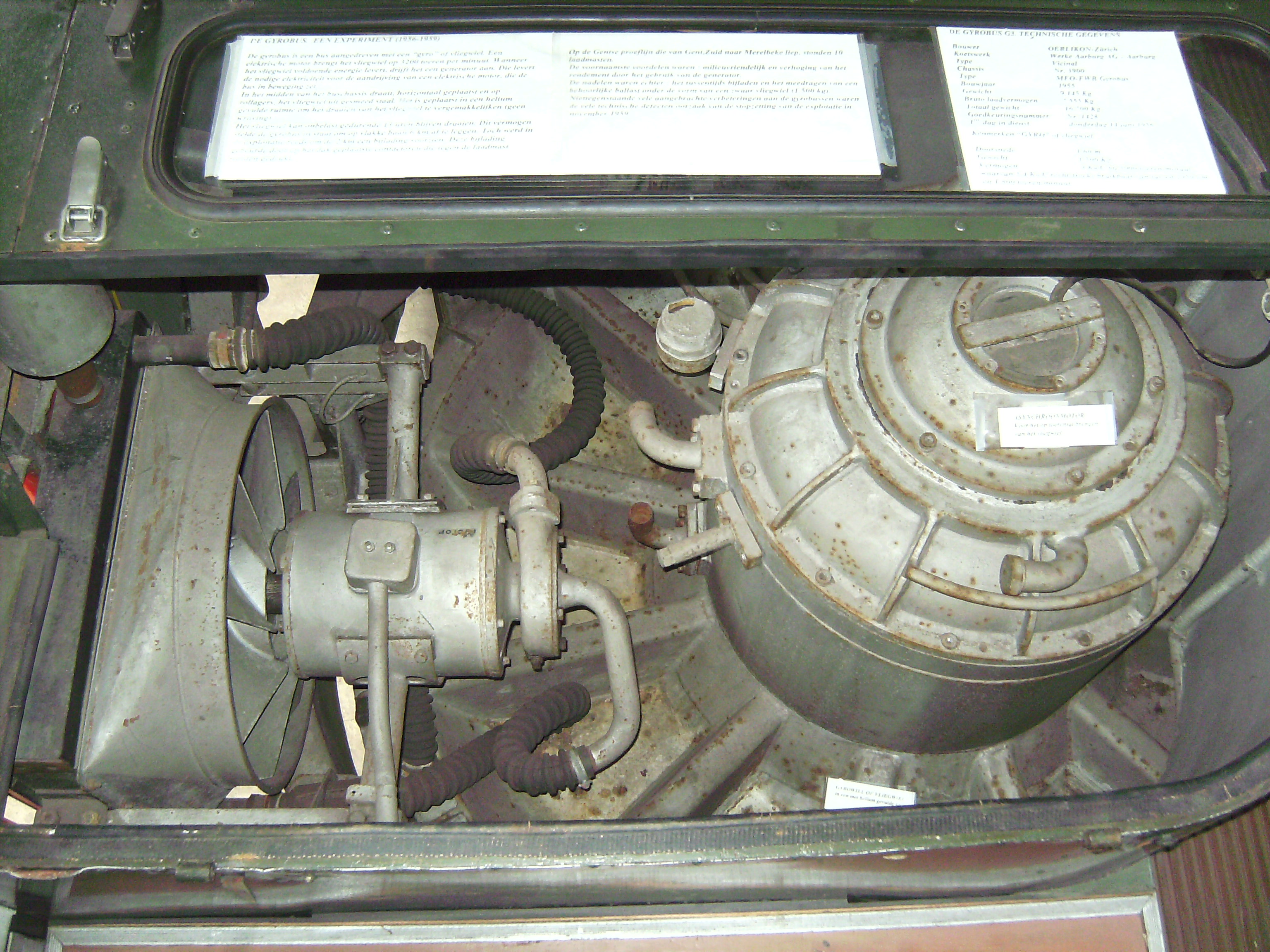
Der Motor
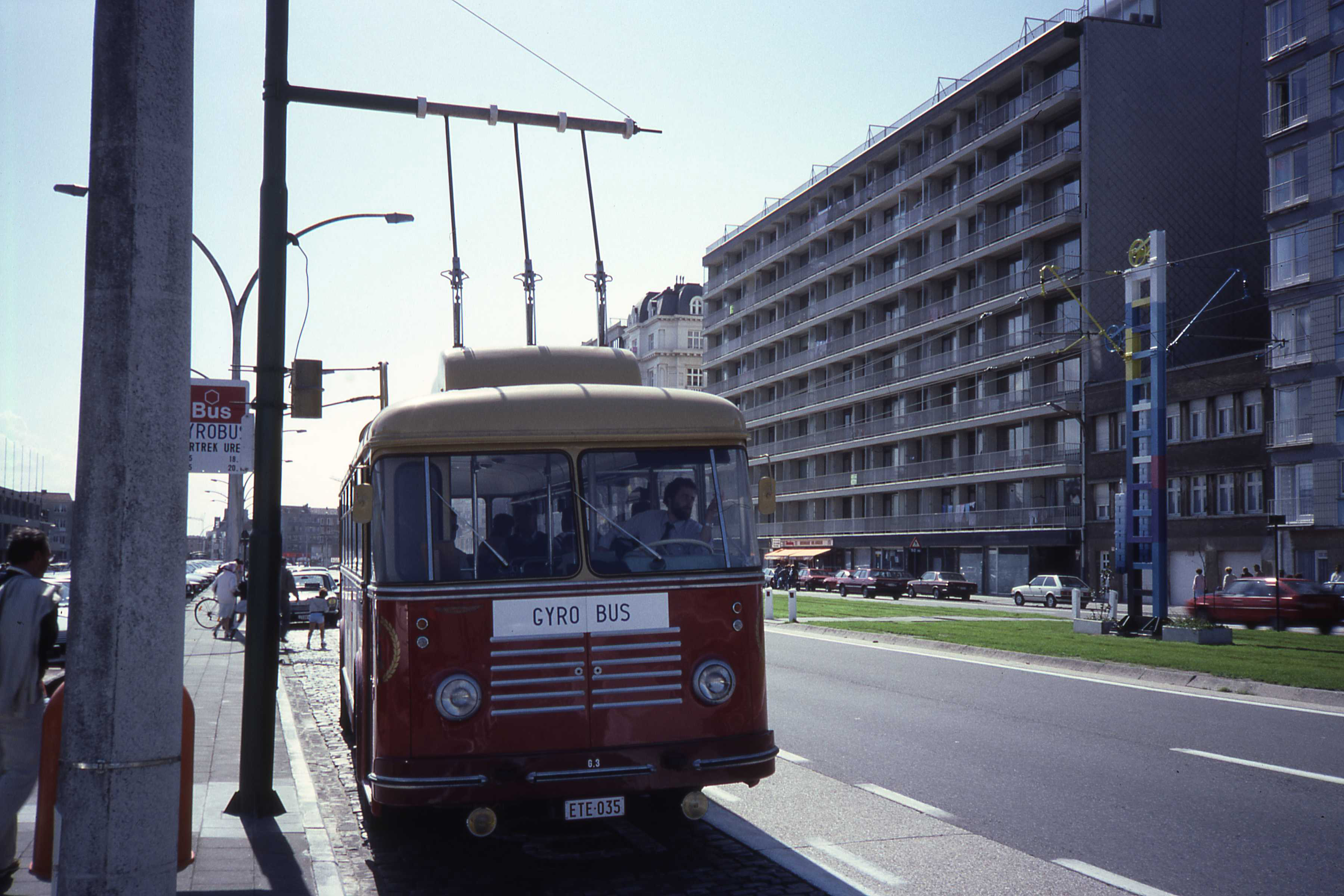
Aufladevorgang I
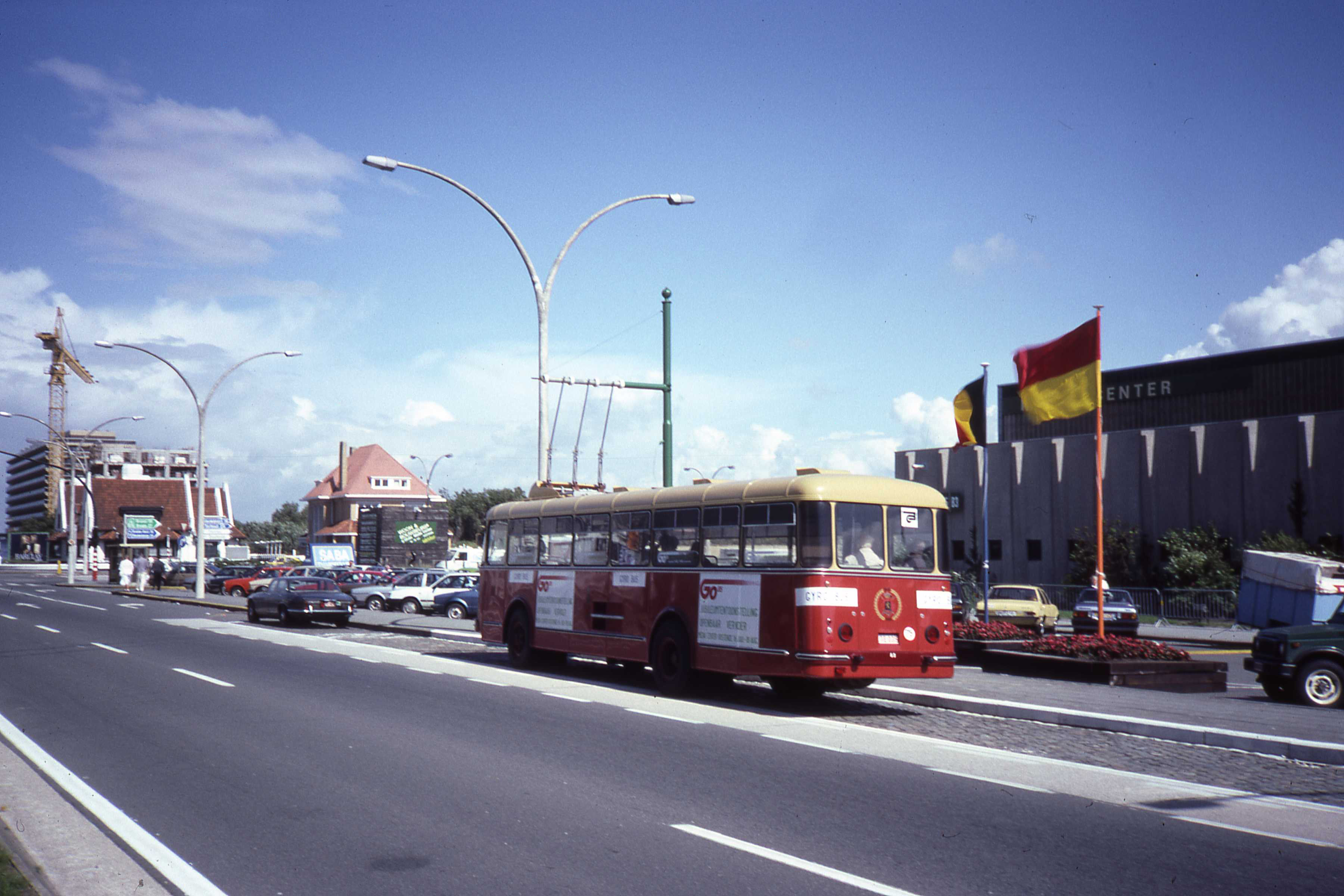
Aufladevorgang II

## Rechtslage
Gyrobusse wurden manchmal den Oberleitungsbussen zugerechnet, der Begriff der Fahrleitung ist dabei weiter zu verstehen. So waren beispielsweise die Schweizer Gyrobusse seinerzeit – wie die Oberleitungsbusse – im Verzeichnis des Rollmaterials der schweizerischen Privatbahnen aufgeführt. Anders als diese benötigten die Gyrobusse aber Kontrollschilder.

## Vor- und Nachteile
Der Gyrobus ist leiser als ein Dieselfahrzeug und erzeugt keine Abgase entlang der Fahrstrecke. Im Gegensatz zu Oberleitungsbussen benötigt er keine Fahrleitung. Damit kann er flexibel auf wechselnden Strecken eingesetzt werden. Für die Betreiber entfallen Investitionskosten für den Leitungsbau, das Stadtbild wird nicht durch Oberleitungen beeinträchtigt.
Ein Nachteil der damaligen Umsetzungen ist das Gewicht: Ein Gyrobus für circa 20 Personen und einen Aktionsradius von 20 Kilometern benötigt bei damals verfügbaren Schwungrädern aus Stahl etwa 1,5 Tonnen Schwungradmasse, um die nötigen etwa 18 MJ (5 kWh) zu speichern. Außerdem erfordern die klassischen Stahlrotoren besondere Sicherheitsmaßnahmen. So beträgt die Umfangsgeschwindigkeit einer Scheibe mit 1,6 Metern Durchmesser bei 3000 Umdrehungen pro Minute etwa 900 km/h. Zusätzlich muss das Schwungradgehäuse evakuiert werden, um die Luftreibung und den damit einhergehenden Energieverlust zu verringern. Diese Maßnahmen erhöhen das Gesamtgewicht um etwa drei Tonnen gegenüber einem vergleichbaren Dieselfahrzeug. Moderne Schwungräder aus aufgewickeltem kohlenstofffaserverstärktem Kunststoff können mit höheren Drehzahlen arbeiten. Sie sind leichter und würden das Eigengewicht des Gyrobusses senken. Durch die Eigenschaften beim Zerbersten von aus kohlenstofffaserverstärktem Kunststoff bestehenden Schwungrädern sind die Anforderungen zur Gewährleistung der Sicherheit deutlich geringer geworden.
Ein weiterer Nachteil ist das Fahrverhalten eines Gyrofahrzeugs. Das um eine senkrechte Achse rotierende Schwungrad bewirkt bei Änderungen der Steigung der Straße Kippkräfte auf das Fahrzeug (Präzession). Durch Verwendung zweier gegenläufiger Schwungräder lässt sich dieser Effekt jedoch aufheben.
Auch aufgrund dieser Nachteile setzte sich das Konzept des Busses mit Schwungrad-Antrieb nicht durch. Außerdem gab es immer leistungsfähigere Busse mit Verbrennungsmotoren mit größeren Reichweiten, die im Einsatz flexibler waren. Die Idee, elektrische Energie an der Haltestelle in den Bus zu laden, ist aufgrund der ökologischen Probleme des Verbrennungsmotors wieder aktuell. Der „Capabus“, der auf der Expo 2010 in Shanghai unterwegs war, funktionierte wieder nach diesem Prinzip, nutzte aber aufgrund der geschilderten Nachteile Kondensatoren zur Energiespeicherung.

## Planmäßige Einsätze

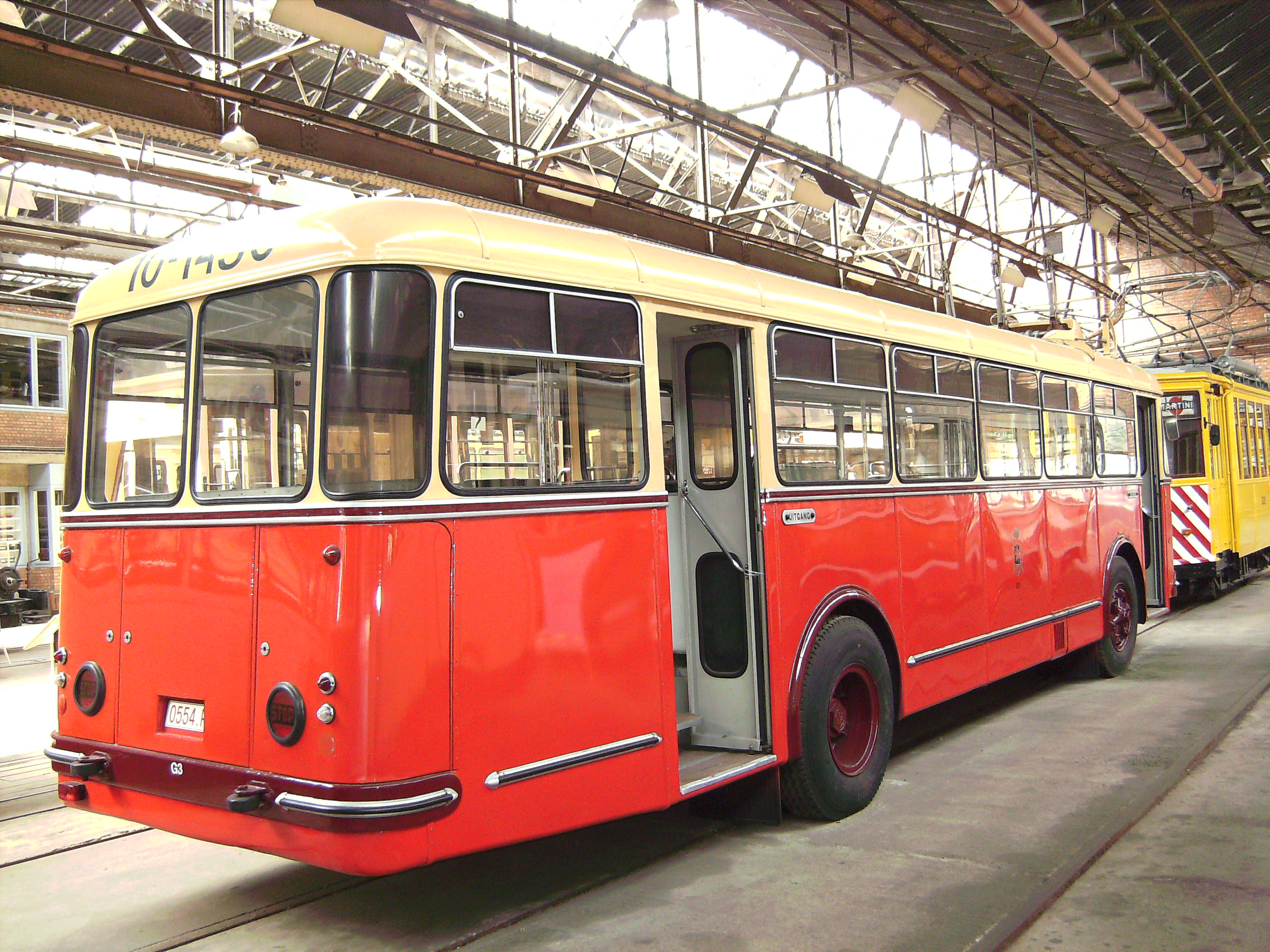
Der Gyrobus aus Gent von hinten

In der Schweiz setzte die Verkehrsgesellschaft Société anonyme des Transport Publics Yverdon–Grandson (TPYG) zwischen September 1953 und Oktober 1960 zwei Gyrobusse auf der acht Kilometer langen Strecke Tuileries de Grandson–Condémines ein. Sie verkehrten im Stundentakt, in den Hauptverkehrszeiten im Halbstundentakt. Von 1953 bis 1960 bewältigten beide Gyrobusse eine Fahrleistung von insgesamt rund 720.000 Kilometern.
Vom 6. August 1955 an verkehrten auch in Léopoldville – der Hauptstadt des damaligen Belgisch-Kongo – Gyrobusse auf vier Linien. Die Gewalttätigkeiten zwischen einem Gyrobusfahrer und Demonstranten vom 4. Januar 1959 gelten als einer der Anlässe im kongolesischen Unabhängigkeitskampf. Noch in den 1950er Jahren stellte man den Betrieb wegen technischer Probleme einerseits und der beginnenden „Kongo-Wirren“ andererseits wieder ein.
Außerdem wurden die Gyrobusse der Maschinenfabrik Oerlikon auch im belgischen Gent eingesetzt. Dorthin lieferte man drei Wagen an die Société Nationale des Chemins de Fer Vicinaux, sie verkehrten auf einer 9,6 Kilometer langen Linie von Gent nach Merelbeke. Im Einsatz waren sie von September 1956 bis November 1959.
Für die Anwohner einer Gyrobuslinie verliefen die Versuche positiv, ihnen blieben Abgase und der Anblick von Oberleitungen erspart. Allerdings endete die Forschung vorzeitig durch die fortschreitende Motorisierung und den Wunsch der Betreiber nach höherer Flexibilität. Die zusammen 19 Fahrzeuge verteilten sich wie folgt:
| Anzahl | Baujahre    | Fahrgestellnummern | Betriebsnummern   | Einsatzbetrieb/Beschreibung |
| ------ | ----------- | ------------------ | ----------------- | --- |
| 01     | 1948–1949   | 812                | keine, ab 1954: 3 | Versuchsfahrzeug mit Probebetrieb in mehreren schweizerischen Städten (u. a. 1950 in Altdorf UR, als möglichen Ersatz für die Strassenbahn Altdorf–Flüelen), aufgebaut auf einem Lkw-Fahrgestell von 1932, 1954 nach Yverdon abgegeben |
| 02     | 1952 / 1953 | 3495 und 3496      | 1 und 2           | Yverdon-les-Bains |
| 01     | 1953        | 3497               | keine             | Chassis geliefert an MFO, wurde Vorführfahrzeug der MFO |
| 12     | 1954        | 3644 bis 3655      | 101 bis 112       | Léopoldville |
| 03     | 1955/56     | 3898 bis 3900      | G1, G2 und G3     | Gent |

Ein Fahrzeug, das auch Vorführfahrten durchführte, war auf der Deutschen Verkehrsausstellung 1953 in München ausgestellt. Im Ausstellungskatalog ist ein Fahrzeug im Betrieb an einer Ladestelle mit einer Zulassung des Kantons Zürich abgebildet.
In den 1970er Jahren wurden bei Volvo und MAN Gyrobusse mit Diesel-Hybridantrieb erprobt. Einige der in den 1990er Jahren wieder als Stadtbusse in München und Bremen betriebenen Gyrobusse gelangten später in Museen.

## Rekuperation mittels Schwungradspeicher
Rekuperation der Bremsenergie mittels Schwungradspeicher wurde beispielsweise beim Trolleybus Basel eingesetzt. Die in Basel eingesetzten Trolleybusse wurden nach Bulgarien weiterverkauft. Auch die in Dresden entwickelte „AutoTram“ nutzt seit 2005 wieder ein Schwungrad als Energiespeicher; allerdings ist es nur ein kleineres Schwungrad, das auch nicht der einzige Antrieb ist, sondern lediglich eine Brennstoffzelle unterstützt und zur Zwischenspeicherung von Bremsenergie dient. Auch in Rennwagen wurden schon moderne Schwungradspeicher zum Puffern von Bremsenergie eingesetzt, beispielsweise beim Porsche 911 GT3 R Hybrid.

## Der Hydrobus
Ein ebenfalls auf der Energiespeicherung in Massenkraft basierendes Prinzip stellt der Hydro-Antrieb dar, der jedoch nur in kleinem Umfang erprobt wurde. Die von einem Dieselmotor erzeugte oder von einer Ladestation eingespeiste Energie wird dabei in einem Blasenspeicher konserviert. Die Entnahme und Speicherung der Energie erfolgt durch Druck- und Volumenänderung. Anders als vom Namen her zu erwarten, wurde dafür als Flüssigkeit nicht Wasser, sondern Öl verwendet. Bei MAN wurde zu Versuchszwecken ein Doppelstockbus mit einem solchen Antrieb ausgestattet, gekoppelt mit einem Dieselmotor. Im Vergleich zum Gyro-Antrieb bot sich der Vorteil, dass im Leerlaufzustand kein Energieverlust eintrat. Die enorme Masse der Hydrospeicher sowie ein großer Herstellungsaufwand waren Gründe dafür, weshalb der weiteren Entwicklung wenig Perspektive eingeräumt wurde.